# Изгонване на евреите от Англия
Изгонването на евреите от Англия се осъществява въз основа на едикт, подписан през 1290 г. от крал Едуард I.
Поданиците му от еврейски произход се задължават под страх от смъртно наказание да напуснат страната.
Подбудите на суверена вероятно са били свързани с лихварската дейност на малцинството еврейска диаспора, живееща на Албиона (около 3000 жители). Преди това на няколко места на острова избухват погроми.
Макар през 1609 г. няколко португалски марани-търговци да са експулсирани от Англия, броят на конверсите, установили се в страната, постоянно нараства през 16 век и първата половина на 17 век. 